# اسکار لانگه
اُسکار ریشارد لانگه (به لهستانی: Oskar Ryszard Lange) اقتصاددان مارکسیست لهستانی و از حامیان سوسیالیسم بازاری بود. شهرتش بیشتر به سبب کوشش در دفاع از سوسیالیسم در مقابل انتقادات کوبندهٔ لودویگ فن میزس مبنی بر امتناع محاسبهٔ اقتصادی در جامعهٔ سوسیالیستی بود.
لنگه معتقد بود که گرچه محاسبهٔ اقتصادی مبتنی بر بازار در جامعهٔ سوسیالیست --- به سبب نبودن بازار --- ممکن نیست لیکن سردمداران می‌توانند بازار را شبیه‌سازی کنند و بر اساس این بازار شبیه‌سازی‌شده دست به محاسبهٔ اقتصادی زنند.